# Luca della Robbia

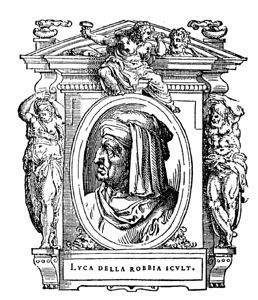
Retrat idealitzat de Luca della Robbia en l'edició de 1568 de Les vides d'artistes de Giorgio Vasari.

Luca della Robbia (Florència, 1400 - Florència, 1482) fou un escultor i ceramista italià, cèlebre per les seues obres de terracota.
Va desenvolupar un esmalt ceràmic que donava a les seues obres una major durabilitat a l'aire lliure, i així va fer possible l'ús de ceràmica en la decoració exterior d'edificis. La seua obra es caracteritza pel seu encís, front al dramatisme tan habitual en els seus contemporanis. Dues de les seues obres més famoses són La Nativitat (c. 1460) i Mare de Déu i Infant (c. 1475). Va ser el primer d'una dinastia d'importants ceramistes: Andrea della Robbia (nebot seu) i Giovanni della Robbia (renebot seu, fill d'Andrea).
Della Robbia va ser lloat pel seu compatriota Leon Battista Alberti com un geni comparable als escultors Donatello i Lorenzo Ghiberti, a l'arquitecte Filippo Brunelleschi i al pintor Masaccio. Per justificar aquest emparellament de della Robbia amb artistes contemporanis d'aquesta categoria, Alberti reivindicava l'interès i la força de les seues obres en marbre i bronze, així com les seues obres de terracota, sempre tan associades al seu nom.

## Biografia

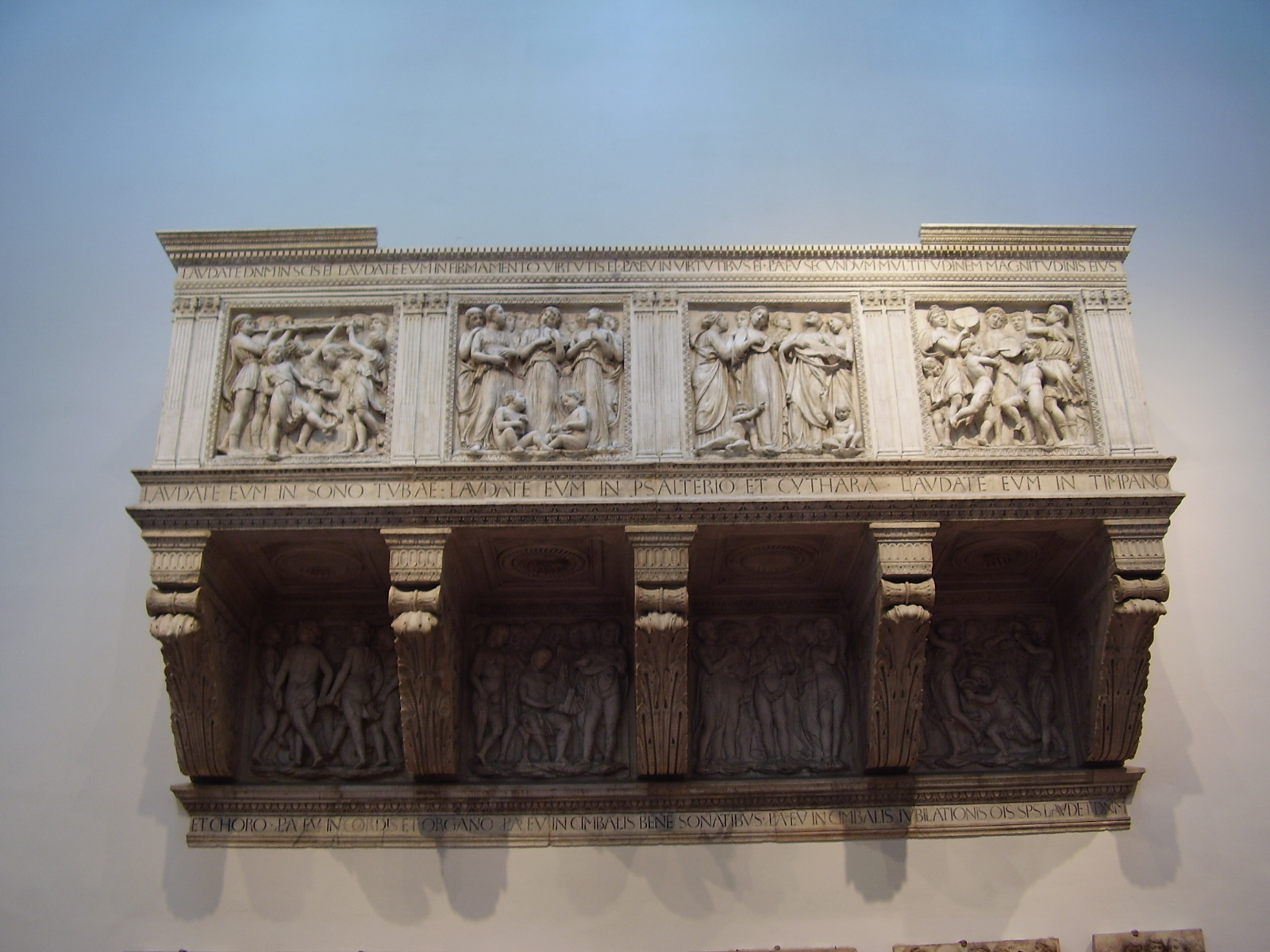
Cantoria de Luca della Robbia, 1431-38, el seu primer encàrrec conegut (Museo dell'Opera del Duomo, Florència)

No hi ha gaire detalls sobre la seua joventut, formació i primeres obres, i moltes de les seues obres més populars no han pogut ser datades.
El seu primer encàrrec documentat, la Cantoria («Balcó per als cantors»; 1431-1438) per a la Catedral de Florència demostra que devia ser un expert escultor molt abans d'ingressar al gremi d'escultors l'any 1432. La Cantoria mostra infants cantant, ballant i tocant música per a «lloar al Senyor», en les paraules del Salm 150. Les seues figures són alhora vivaces, finament representades i combinades amb gràcia en grups dissenyats per omplir deu panells del balcó.
En les dues dècades següents, della Robbia va executar importants encàrrecs en marbre i bronze: una sèrie de relleus en marbre (1437) per al campanar de la catedral de Florència; un tabernacle de marbre i ceràmica esmaltada (1443), actualment a S. Maria in Peretola; àngels de bronze per enriquir la Cantoria; i en col·laboració amb Michelozzo, el gran projecte de les portes de bronze per a la sagristia de la catedral. Aquestes portes, que no van ser acabades fins a l'any 1469, presenten un gran contrast amb les cèlebres portes del Baptisteri, fetes per Lorenzo Ghiberti: mentre que les de Ghiberti mostren uns elaborats efectes d'arrel pictòrica, les de della Robbia es basen en poques figures ordenades en composicions simples, i col·locades sobre un fons pla.

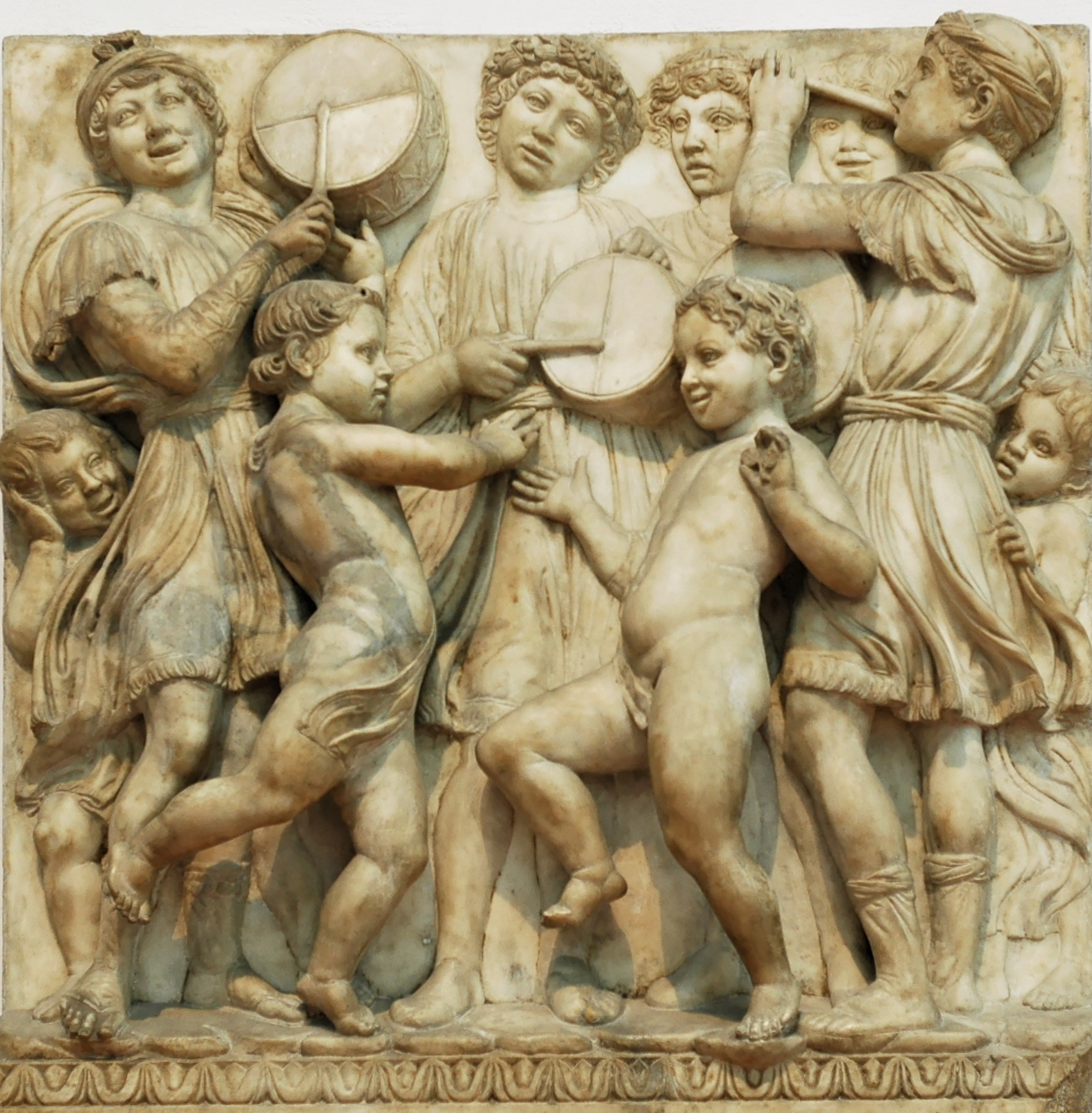
Detall de la Cantoria de Lucca della Robbia

Tot i que no se sap la data de la primera obra de della Robbia en ceràmica esmaltada de colors, la seua mestria en aquesta tècnica degué semblar prou com per fer-lo mereixedor de dues importants comandes per a la catedral de Florència: els grans relleus de la Ressurrecció (1445) i l'Ascensió de Crist (1446). La versàtil tècnica de l'argila cuita amb una capa d'esmalt li permetia aconseguir superfícies brillants i llustroses, capaces de reflectir la llum, així com aprofitar l'avantatge de l'ús del color, que era molt escaient per a l'escultura arquitectònica. Ja fóra donant vida al vast i ombrívol espai de la catedral o —en la sèrie dels Dotze Apòstols— adornant les prístines superfícies de la petita Capella dei Pazzi (1443-1450) de Florència, els relleus de della Robbia en aquesta tècnica van atènyer una perfecció mai més aconseguida des de llavors.
Treballant amb diferents ajudants, incloent-hi membres de la seua família, della Robbia va produir relleus decoratius i retaules fins al seu últim dia. Un dels més perfectes exemples del seu art és el sostre de ceràmica esmaltada de la capella del cardenal de Portugal a l'església de San Miniato (1466) a Florència.

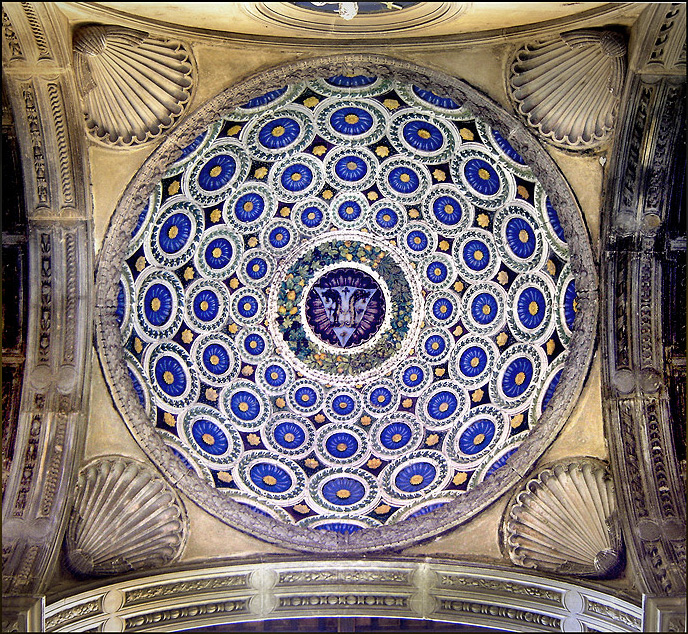
Sostre en ceràmica esmaltada de la Capella dei Pazzi
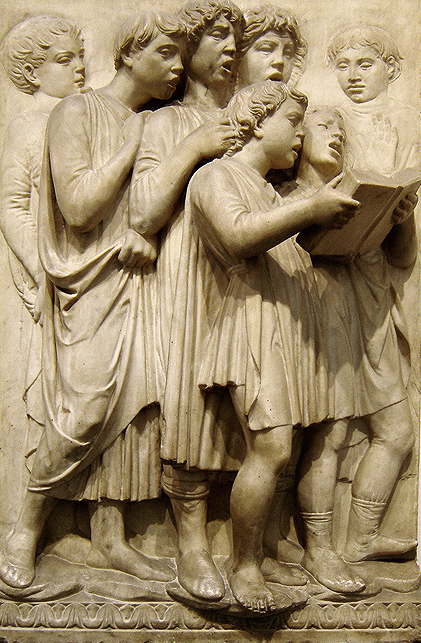
Altre panell de la Cantoria